# Małpia orkiestra

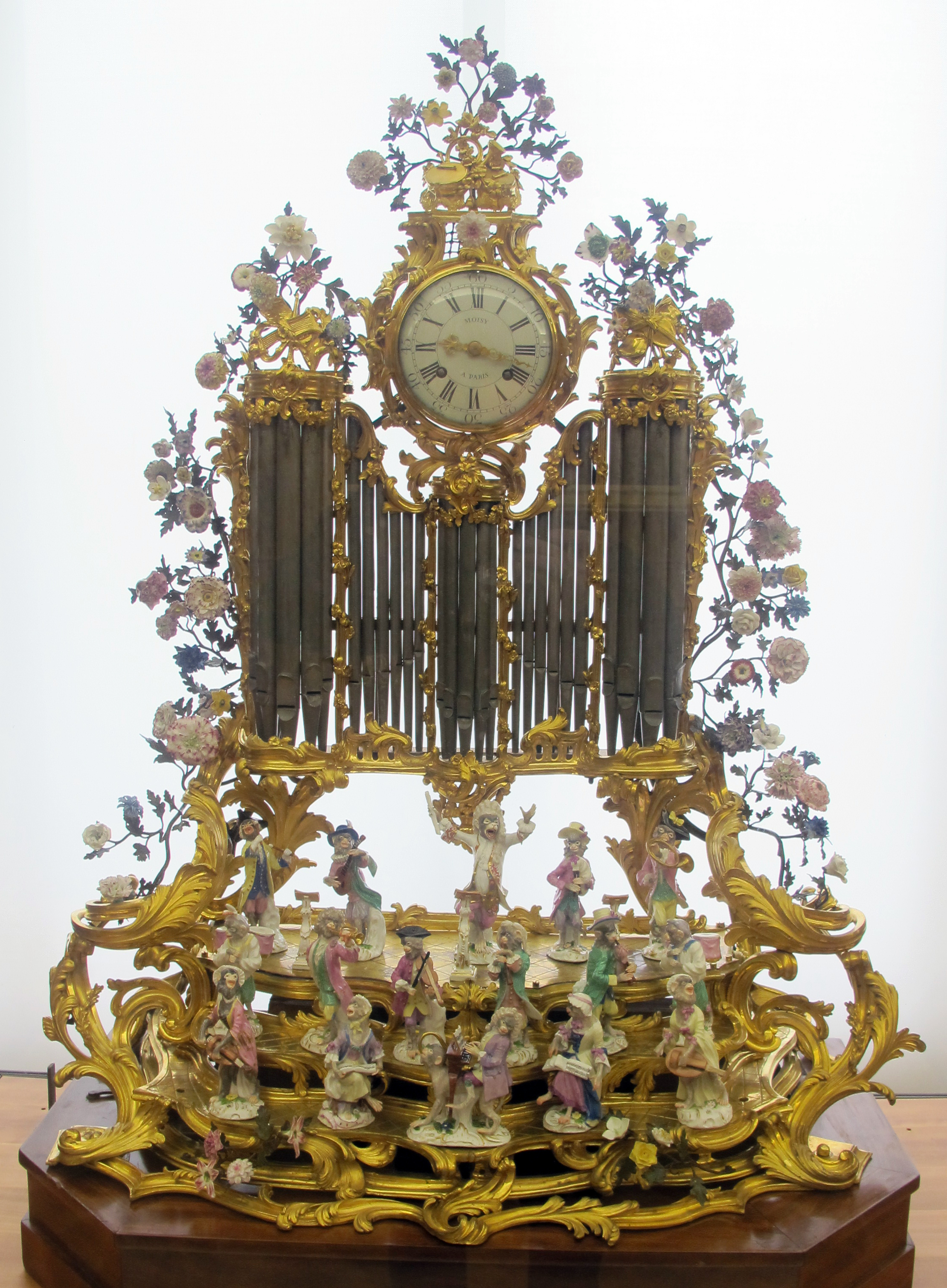
16 figurek Małpiej orkiestry w paryskim Petit Palais

Małpia orkiestra (oryg. niem. Affenkapelle) – seria składająca się z około 25 figurek małpek z porcelany wyprodukowanych w manufakturze w Miśni w latach 50. i 60. XVIII wieku.

## Historia

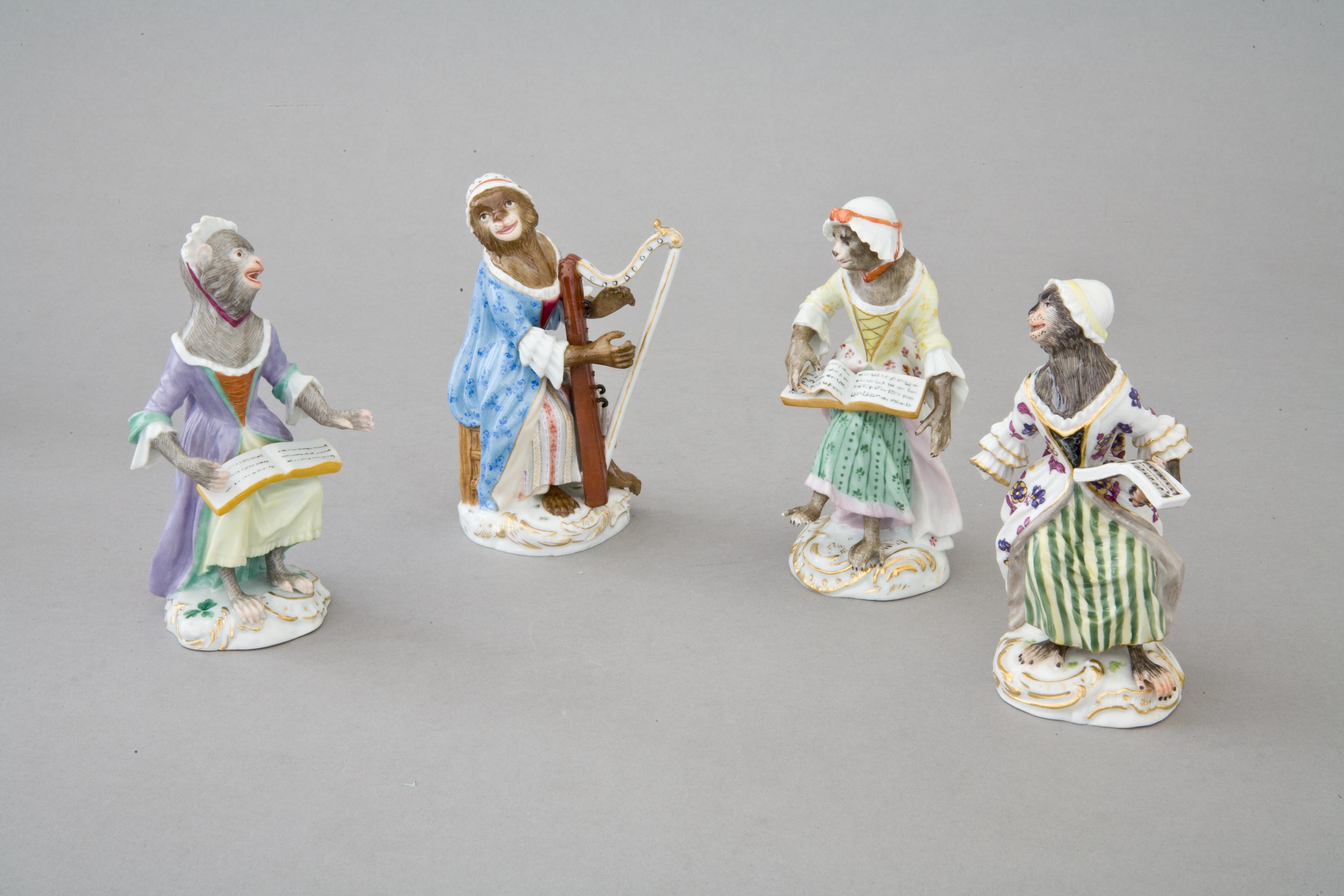
Cztery figurki z małpiej orkiestry znajdujące się w Muzeum Narodowym w Krakowie

Modę na dekorowanie wnętrz pałaców scenami z małpami zapoczątkował Jean Berain, który w 1711 roku wydał grafiki z małpami jako temat ikonograficzny zwany singerie. Były to przedstawienia malarskie.
Około 1753 roku w manufakturze w Miśni Johann Joachim Kändler i Peter Reinicke zaczęli projektować figurki małpek z porcelany na podstawie grafik Jean-Baptiste’a Guélarda, które ubrane w modne stroje tańczą, śpiewają, grają na instrumentach. Figurki mają wysokość od 9 do 17 centymetrów. Uważane są za parodię orkiestry i chóru dworskiego z Drezna z czasów króla Augusta III.
Obecnie figurki takie pozostają w zbiorach wielu muzeów, w tym siedem w Zamku Królewskim na Wawelu. W manufakturze w Miśni nadal są produkowane.

## Przykładowe figurki

### Figurka śpiewającej małpy
Figurka przedstawia małpkę siedzącą na składanym taborecie, na kolanach ma otwarty śpiewnik. Głowę ma odchyloną do tyłu, otwiera pyszczek jak podczas śpiewu. Ubrana jest w różową, szeroką spódnicę i gorset z żabotem ozdobionym wstążkami. Wierzchnie okrycie stanowi luźny płaszczyk w kolorze żółtym. Podstawę stanowi cokolik ozdobiony kwiatami i ornamentem rocaille. Egzemplarz ten znajduje się w zbiorach Zamku Królewskiego na Wawelu.

### Figurka małpy grającej na rogu
Małpka ubrana jest w zielone spodnie, różową kamizelkę, żółty szustokor i czarny kapelusz z kokardą. Opiera się na pniu, trzyma przy ustach lewą dłonią róg, prawą opiera na biodrze. Podstawę stanowi okrągły cokolik z kwiatami i ornamentem rocaille. Egzemplarz ten znajduje się w zbiorach Zamku Królewskiego na Wawelu.